# 涉县清泉寺
涉县清泉寺建于北齐天统年间，因寺东有甘美清香的泉水而得名。现位于河北省邯郸市涉县东南15里的石岗村南。2019年10月，被中华人民共和国国务院列为第八批全国重点文物保护单位。